# حلاف دو
حلاف دو ماشاف، روستایی از توابع بخش مرکزی شهرستان اهواز در استان خوزستان ایران است.ساکنان آن عرب تبار از طایفه حلاف و قبل از انقلاب و قبل از اصلاحات اراضی  که توسط مرحوم ماشاف الحسن و دیگر همراهانش ( فرزندانش و  مفتن الصالح و محمد الفیر و عبدالواحد النیر و زمیم الصالح و هویر الحسین و زویر الخلف  و حسین العلوان و محسن العلوان زائر علی  غیره  ) پس از اختلاف با خانواده جمعه المهدی آن را تاسیس نمودند محل قدیمی این روستا در نزدیکی این روستای کنونی بوده که بعلت مجاورت با رودخانه کرخه و سیلاب تخریب شده همچنین ساکنان این روستا همگی از طایفه حلاف بر گرفته از قبیله ربیعه می باشند طایفه حلاف بعلت این که با عشایر بصره بر علیه امپراطوری عثمانی هم قسم شده اند با این نام ( حلاف ) شناخته می‌شوند

## جمعیت
این روستا در دهستان الهایی قرار دارد و براساس سرشماری مرکز آمار ایران در سال ۱۳۹۵، جمعیت آن ۳۳۷ نفر (۷۴خانوار) بوده‌است.